# Фріц Клазінг
Фріц Клазінг (нім. Fritz Klasing; 23 грудня 1891, Білефельд — 29 квітня 1966, Мюнстер) — німецький офіцер, оберст резерву вермахту. Кавалер Лицарського хреста Залізного хреста з дубовим листям.

## Біографія
Учасник Першої світової війни. 26 березня 1920 року демобілізований. В серпні 1939 року призваний в армію і зарахований ротмістром резерву в 10-й кінний полк. Потім був переведений  в 14-й розвідувальний батальйон. Учасник Польської і Французької кампаній. З жовтня 1940 року — командир роти свого батальйону. З червня 1941 року брав участь у Німецько-радянській війні. З квітня 1942 року — командир 134-го розвідувального батальйону. Відзначився у боях під Гомелем. З листопада 1943 року — командир 446-го, з осень 1944 року — 232-го гренадерського полку. Учасник боїв у Східній Пруссії. З 13 квітня 1945 року — командир 58-ї піхотної дивізії, яка була фактично повністю знищена у Східній Пруссії і перебувала на відпочинку.

## Нагороди
- Залізний хрест
  - 2-го класу (2 жовтня 1914)
  - 1-го класу (28 листопада 1917)
- Почесний хрест ветерана війни з мечами
- Застібка до Залізного хреста
  - 2-го класу (20 травня 1942)
  - 1-го класу (27 серпня 1942)
- Німецький хрест в золоті (1 листопада 1943)
- Лицарський хрест Залізного хреста з дубовим листям
  - лицарський хрест (12 серпня 1944)
  - дубове листя (№745; 19 лютого 1945)
- Відзначений у Вермахтберіхт (24 січня 1944)